# Vrch Tří pánů
Vrch Tří pánů se nachází v Krušných horách na Flájské hornatině ve výšce 874,4 m v okrese Teplice v Ústeckém kraji. Vrchol se nachází necelé 4 kilometry severozápadně od města Hrob, 2,5 km jihozápadně od vrcholu Bouřňáku, na hranici území Dlouhé Louky (část města Osek) a Nového Města (část obce Moldava). Asi 200 metrů jihovýchodně od vrcholu se nachází rozcestí s turistickým směrovníkem a přístřeškem Vrch Tří Pánů, červeně značená mezinárodní trasa E3 vede přímo přes vrchol, jižně od vrcholu prochází od severovýchodu k západu stezka s pěším turistickým značením a s cyklotrasou č. 23. Kopec spadá do přírodního parku Loučenská hornatina. Na jižní straně prudce spadá do Domaslavického údolí, na východní straně se svažuje k Hrobu, na severní až západní straně kopec přechází do pláně s vřesovišti v oblasti horního toku Flájského potoka. Na severozápadní straně úpatí se nachází místo zaniklé osady Vilejšov. Název kopce nesouvisí s trojicí větrných turbín, ale pochází od trojmezí tří někdejších panství, podobný místní název (U Tří pánů) lze nalézt na několika dalších místech v Česku. Z kopce (respektive z bezlesé pláně u větrné elektrárny) je dobrý výhled na Komáří hůrku, na německou stranu Krušných hor i do údolí, kde leží Teplice.

## Větrná elektrárna
Na bezlesé náhorní pláni zvané Hutunk asi 1,5 km severovýchodně od vrcholu kopce při stezce k Novému Městu jsou instalovány 3 turbíny větrné elektrárny pod názvem „Větrná farma U Tří pánů“. Byly vybudovány v období od června 2005 do července 2006, provozovatelem je WINDTEX s.r.o., rozvodná síť ČEZ Distribuce. Turbíny byly pojmenovány Ferdinand, Bronislav a Vavřinec.
Celková výška každé z turbín je 120,5 m, průměr rotoru je 71 m. Celá soustava má celkový výkon 6,0 MW, roční výroba energie je více než 13 500 000 kWh. Podle původních plánů zde údajně mělo být turbín více, ale plán byl zredukován.